# Virrey del Pino (Buenos Aires)
Virrey del Pino es una localidad del partido de La Matanza, en la provincia de Buenos Aires, Argentina.
Con un total de 117 km², es la localidad más extensa en densidad territorial del Partido de La Matanza. La atraviesa la RN 3 entre los kilómetros 34 y 47. En esta localidad está ubicada la planta de Mercedes-Benz, en la cual se producen los utilitarios Sprinter y Vito, los chasis OF 1621, OH 1621 & 1721 y el camión Atron 1720. También, en esta localidad se encuentra la planta principal de gaseosas Manaos y la estación transmisora de Radio Continental.
Hay un lugar verde enfrente del colectivo San Martín en donde los vecinos se pusieron en acuerdo en armar una plaza chiquita para el barrio 
Es una localidad donde se mezcla el campo con la ruta, varias escuelas privadas públicas, barrios privados, muchas canchas de futbol por todos lados, gente muy sociable. Empresas de marcas: Manaos, Mercedes Benz, Royal Canin, etc. 

## Barrios
- Puente Ezcurra
- Nicole
- El Triunfo
- Areco
- Oro Verde
- San Ignacio
- San Javier
- Jauretche (Golf)
- Los Aromos (Yaguané)
- Santa Amelia (Barrio cerrado)
- San Martín
- Sapito
- Néstor Kirchner
- Mercedes Benz
- La Merced
- San Mariano
- Padre Múgica
- San Nicolás
- Arlt
- Sarmiento
- Las Perdices (Barrio cerrado)
- Cruz del Sur
- La Recoleta
- El Pino
- Vernazza
- Las Violetas
- El Tizón
- Sofía Bozán
- Parque Leloir de Quiroga
- Esperanza
- La Foresta
- San Pedro
- El Progreso
- El Fortín
- Kusch
- La Elvira
- El Sol
- Los Álamos
- Nueve de Julio
- "La Tregua"

## Escuelas
La casa de Valentina Figueroa km 47
Escuela Cristiana Fundación Adelfos, Barrio Oro Verde. 
- Escuela secundaria N.º 50, Barrio El Sol, Ruta 3 km 35.
- Escuela de Educación Técnica Fundación Fangio, Barrio Mercedes Benz.
- Escuela primaria N.º 194, Barrio San Francisco Javier.
- Escuela Secundaria N.º 77.
- Escuela Primaria N.º 157 Ricardo Guiraldez, Barrio La Foresta.
- Escuela de Educación Media N.º 9 "Santo Tomás de Aquino" Barrio La Foresta.
- Escuela Primaria N.º 202 "Ernesto Guevara" Villaroel 1950 esquina Campana, Barrio Puente Ezcurra.
- Escuela de Educación Secundaria N.º 54 "Ernesto guevara" Villaroel 1980, entre Campana y Caballito, Barrio Puente Ezcurra.
- Escuela Primaria N.º 126, Barrio El Sol.
- Escuela Primaria N.º 144, Barrio San Pedro.
- Escuela Primaria N°N°88 Juan Vucetich, Barrio Parque Sarmiento, Ruta 3 km 47.700.
- Escuela Primaria N.º 108, Barrio San Pedro.
- Escuela Primaria N.º 130, Barrio Oro Verde.
- Jardín de Infantes N.º 906, Barrio Puente Ezcurra.
- Escuela Primaria N.º 209, Barrio Los Álamos.
- Escuela República Alemana N.º 106, Barrio Mercedes Benz.
- Escuela secundaria N.º 55, Barrio Mercedes Benz.
- Escuela Privada José de San Martín, km 42.
- Escuela primaria N.º 148, km 40.
- Escuela primaria N.º 145, km 41.
- Escuela primaria N.º 198 Atahualpa Yupanqui (Barrio El Pino)
- Escuela de Educación Media N.º 15, km 40.
- Escuela primaria N.º 179, Barrio Esperanza.
- Escuela de Educación Técnica N.º 13, Barrio Nicole
- Escuela Primaria N.º 210, Barrio Nicole
- Jardín de Infantes N.º 1000, Barrio Nicole
- Jardín Materno-Infantil Rincón de Damian, Barrio Nicole
- Escuela Educativa Secundaria N.º 114
- Escuela Primaria & Secundaria N.º 97 ,
- Escuela Primaria N.º 66 Oro Verde, km 36
- Escuela Secundaria N.º 82, km 38 Barrio Esperanza
- Escuela de Educación Secundaria N.º 116  con Orientación en Ciencias Naturales, km 36, Oro Verde. Cañuelas 3078
- Escuela Primaria N.º 67 Mercedes Lescano km 39
- Escuela de Educación Secundaria N.º 120 con Orientación a Ciencias Naturales, km 39
- Escuela Secundaria N.º 174 con Orientación en Artes Visuales, km 36, Barrio San Pedro
- Instituto Educativo Merceditas km 37
- Escuela Secundaria N.º 60 km 46
- Escuela primaria n°57. Km.35
- Escuela Secundaria n° 163" Liliana Bodoc". Km 35

## Bibliotecas
- Biblioteca Popular "Madre Teresa", Barrio Puente Ezcurra. http://www.bibpopmadreteresa.org.ar

Esta institución cultural además de ofrecer el servicio de préstamos de libros y acceso a la información en sala y a domicilio, organiza el Concurso para jóvenes cuentistas "Horacio Quiroga". Desde 1999 entrega la distinción institucional Premio Nacional Madre Teresa de Calcuta en tres áreas del quehacer social: medios de comunicación; servicios a la comunidad y fomento de la cultural; la educación y las bibliotecas. Desde el año 2009 promueve y fomento a la literatura infantil y juvenil y a todos sus hacedores, entregando el Premio Nacional y Latinoamericano de Literatura Infantil y Juvenil La Hormiguita Viajera, premiando a escritores, ilustradores, bibliotecarios, narradores, bibliotecas, etc. Promueve la animación y promoción de la lectura y el arte, a través del programa por más lectura, por más lectores: maestro Luis Galard, visitando escuelas, jardines de infantes, centros comunitarios, sociedades de fomento, plazas y colonias de vacaciones con narraciones, teatro de títeres, teatro formal, festivales de poesía, entre otras actividades. Villanueva 2435, km 35. Tel: 02202-590025. 
- Biblioteca Popular nº 308 "Virrey del Pino", km 40. https://www.facebook.com/BIBLIOTECA-POPULAR-VIRREY-DEL-PINO-107040109328976/

Esta institución además de ofrecer los servicios de toda biblioteca popular, organiza anualmente la FERIA DEL LIBRO REGIONAL con una gran convocatoria de escritores, artistas, docentes y alumnos, y presentando actividades culturales, educativas y lectoras con gran afluencia de pública visitante, año a año crece y se difunde el libro y la lectura. Posee el ANDARIEGO, carromato con libros, otorgado por el Consejo Consultivo Municipal de la Matanza.  Gorostiaga 5871, 1.º piso, km 40. Tel: 02202-497242/494749. 
- Biblioteca y Archivo Histórico Municipal de La Matanza. https://www.facebook.com/museodelamatanza

Funcionan en el Museo Histórico Municipal "Brig. Gral. Don Juan Manuel de Rosas", Máximo Herrera s/n, entre Correa y Colastiné, a 150 metros de la colectora de la Ruta Nacional n.º 3 km 40,200. 
En la Biblioteca se pueden consultar una serie de colecciones de Historia Local, Regional y Nacional. También colecciones de cuentos, novelas, manuales escolares y materiales didácticos. Por su parte, el Archivo contiene secciones de documentos escritos y de imagen, cuyo objetivo es rescatar y resguardar la memoria de los vecinos y proteger la documentación municipal de interés histórico.
IMPORTANTE: Para consultar la Biblioteca o el Archivo Histórico Municipal se debe solicitar turno telefónicamente o por correo electrónico para acordar un horario. Tel/Fax: 02202-494757.

## Transporte
Las líneas de colectivo que recorren Virrey del Pino son: 86 88 96 193 218 382 620 621 622

Éstas líneas funcionan con deficiencia (el 90% de ellas solo circulan desde las 4hs hasta las 22hs aprox.) en relación con la cantidad de habitantes de la localidad.

## Estaciones de servicio
km 34,200.  Líquidos, GNC, Minimercado, Servicios varios. (Sentido Cañuelas)
 km 35,100.  Líquidos, GNC. (Sentido Cañuelas)
 km 36,500.  Líquidos y GNC, Minimercado, Servicios varios. (Sentido Capital)
 km 40,000.  Líquidos, GNC. (Sentido Cañuelas)
 km 41,900.  Líquidos, GNC. (Sentido Capital)

## Cajeros automáticos
km 34,200. 
 km 36,500. 
 km 37,400. 
 km 40,500. "Cajero Móvil"

## Museo Histórico Municipal de La Matanza"Brig. Gral. Don Juan Manuel de Rosas"
Se encuentra en el casco de la "Estancia El Pino o San Martín", como la llamara el mismo Juan Manuel de Rosas, en homenaje al Libertador don José de San Martín. Desde 1942 es Monumento Histórico Nacional. Su construcción comenzó a fines del siglo XVIII. En la primera mitad del siglo XIX, se convirtió en uno de los establecimientos que dio inicio a la actividad económica de la zona.
Fue adquirida en 1820 por Juan Manuel de Rosas junto a Terrero y Luis Dorrego, pasando luego a manos de Rosas como único dueño. Aquí vivió por varios años Mariano Rosas o Panguitruz Güer (hijo del cacique ranquel Painé), cautivo ahijado de Rosas que luego de huir de la estancia y volver a las tolderías, fue interlocutor de Lucio V. Mansilla, en su libro Una excursión a los indios ranqueles.
Luego de la batalla de Caseros, en 1852, Rosas se exilió en Gran Bretaña, y el gobierno porteño confiscó todos sus bienes. La única propiedad que pudo vender, durante el breve lapso en que se levantó la confiscación, fue la estancia San Martín, que fue comprada por su cuñado, José María Ezcurra Arguibel.
En 1970, el casco de la Estancia, y más tarde el predio de 2 ha, fueron adquiridos por la Municipalidad de La Matanza. En 1972 se inauguró el Museo Histórico, reabierto en 2000 después de que fuera reconstruido el edificio. Desde el año 2000, funciona allí el Archivo Histórico Municipal.
El Museo ofrece un servicio de visitas guiadas para contingentes escolares. Las visitas abarcan cuatro partes en las que se abarcan los siguientes temas:
- La vida en el campo bonaerense en el Siglo XIX.
- Juan Manuel de Rosas y su época.
- Historia del partido de La Matanza, en el marco de la historia Nacional.
- Paleontología regional (megamamíferos del Pleistoceno).
- Arqueología urbana.

La entrada al Museo, así como cada una de sus actividades, es gratuita. Para solicitar turno, visitar la página con las instrucciones: http://museorosas.blogspot.com.ar/p/solicitar-fecha-para-visita.html
En el Museo también tienen sede un Laboratorio de Arqueología Local y el Repositorio Paleontológico Regional "Carlos Rusconi".

## Escudo municipal
El Escudo fue diseñado por el Profesor Alfonso Corso, historiador de La Matanza, fallecido en el año 2007. 
Entre los conceptos representados en el escudo se encuentran: las poblaciones indígenas, el Río Matanza y el Arroyo Morales, y la marca de hacienda de la Estancia El Pino.

## Parroquias de la Iglesia católica en Virrey del Pino
| Diócesis   | Gregorio de Laferrére                                                                                                |
| ---------- | --- |
| Parroquias | San José Obrero, Santuario Nuestra Señora de la Esperanza, Nuestra Señora de Lourdes, Santa Rosa de Lima, Cristo Rey |